# 芬布芬
芬布芬（Fenbufen）是一种非類固醇消炎止痛藥，主要用于治疗骨关节炎、脊柱关节疾患、類风湿性关节炎、肌腱炎等，亦可用于缓解背痛、牙痛、手术后疼痛及外伤性疼痛。芬布芬以胶囊或片剂形式出售。芬布芬抑制环氧酶的活性以减少前列腺素而起作用。动物实验证明，芬布芬抗炎镇痛作用比吲哚美辛弱，但比阿司匹林强。